# Jürgen Raab
Jürgen Raab (Zeulenroda-Triebes, 20 dicembre 1958) è un allenatore di calcio ed ex calciatore tedesco orientale dal 1990 tedesco, di ruolo attaccante.

## Palmarès

### Giocatore

#### Competizioni nazionali
- Coppa della Germania Est: 1

Carl Zeiss Jena: 1979-1980

#### Competizioni internazionali
- Coppa Piano Karl Rappan: 3

Karl Zeiss Jena: 1986, 1987, 1988